# ایانیس هاجی
ایانیس هاجی (انگلیسی: Ianis Hagi؛ زادهٔ ۲۲ اکتبر ۱۹۹۸) بازیکن فوتبال اهل رومانی است.
از باشگاه‌هایی که در آن بازی کرده‌است می‌توان به باشگاه فوتبال خنک، باشگاه فوتبال رنجرز، باشگاه فوتبال ویتورول کنستانتسا، باشگاه فوتبال فیورنتینا و باشگاه فوتبال دپورتیوو آلاوس اشاره کرد.
وی همچنین در تیم‌های ملی فوتبال زیر ۱۵ سال، زیر ۱۶ سال، زیر ۱۷ سال، زیر ۱۸ سال، زیر ۱۹ سال، زیر ۲۱ سال و بزرگسالان رومانی بازی کرده‌است.

## زندگی شخصی
وی فرزند دوم بازیکن فوتبال سرشناس اهل رومانی گئورگی هاجی است.
خواهر بزرگ‌تر وی، کیرا هاجی، در رومانی، به حرفه بازیگری مشغول است.